# Sexton favoriter ur Kristina från Duvemåla
Sexton favoriter ur Kristina från Duvemåla är ett studioalbum från musikalen Kristina från Duvemåla.

## Låtlista
| Nr  | Titel                           | Längd |
| --- | ------------------------------- | ----- |
| 1.  | Prolog                          | 3:59  |
| 2.  | Duvemåla hage                   | 3:00  |
| 3.  | Ut mot ett hav                  | 3:44  |
| 4.  | "Lilla skara                    | 3:24  |
| 5.  | Aldrig                          | 4:19  |
| 6.  | Vi öppnar alla grindar          | 3:46  |
| 7.  | Stanna                          | 4:01  |
| 8.  | Hemma                           | 3:04  |
| 9.  | Tänk att män som han kan finnas | 4:20  |
| 10. | Min astrakan                    | 4:34  |
| 11. | Vildgräs                        | 4:24  |
| 12. | Guldet blev till sand           | 4:15  |
| 13. | Du måste finnas                 | 5:47  |
| 14. | Här har du mej igen             | 6:50  |
| 15. | Var hör vi hemma                | 2:38  |
| 16. | I gott bevar                    | 7:07  |